# Krzeczów (powiat myślenicki)
Krzeczów – wieś w Polsce. położona w województwie małopolskim, w powiecie myślenickim, w gminie Lubień.
| części wsi | Balizakowa, Burmistrzowa, Czarnotowa, Czubinowa, Kośmidrowa, Krzeczówka, Marszałkowa, Mastelowa, Mielcowa, Niżnie Zagrody, Niżnie Zarębki, Pytlowa, Słowiakowa, Swałkowa, Syskowa, Tomczykowa, Wojtówkowa, Zagrody Wyżnie, Zarębek, Zarębek Wyżni |

W latach 1975–1998 wieś należała administracyjnie do województwa nowosądeckiego.
Przez miejscowość przechodzi łącząca Kraków z Zakopanem droga krajowa nr 7 (fragment międzynarodowej trasy E77), stanowiąca na tym odcinku część Zakopianki (na tej drodze, w październiku 1994 w Krzeczowie zdarzył się wypadek drogowy, w którym zginęło 4 posłów i pracownik Kancelarii Sejmu).

## Historia
Wieś królewska położona była w drugiej połowie XVI wieku w powiecie szczyrzyckim województwa krakowskiego. Wchodziła w skład klucza myślenickiego, stanowiącego uposażenie kasztelanów krakowskich.
W czasie okupacji niemieckiej, 20 czerwca 1943 roku Gestapo i policja niemiecka dokonało pacyfikacji wsi. W wyniku akcji śmierć poniosło 19 mieszkańców.
W 2008 liczyła 871 osób, w 2021 zaś 901.

## Zabytki
Obiekt wpisany do rejestru zabytków nieruchomych województwa małopolskiego.
- Kościół parafialny pw. św. Wojciecha, otoczenie.

W miejscowości ma swoją siedzibę Parafia św. Wojciecha w Krzeczowie.